# Палмерстон
Палмерстон (енгл. Palmerston) је град Аустралији у савезној држави Северна територија. Према попису из 2006. у граду је живело 23.614 становника.

## Становништво
Према попису, у граду је 2006. живело 23.614 становника.
| 1991. | 1996.  | 2001.  | 2006.  |
| ----- | ------ | ------ | ------ |
| 7,804 | 12,233 | 20,570 | 23,614 |